# Wladimir Petrowitsch Tarassow

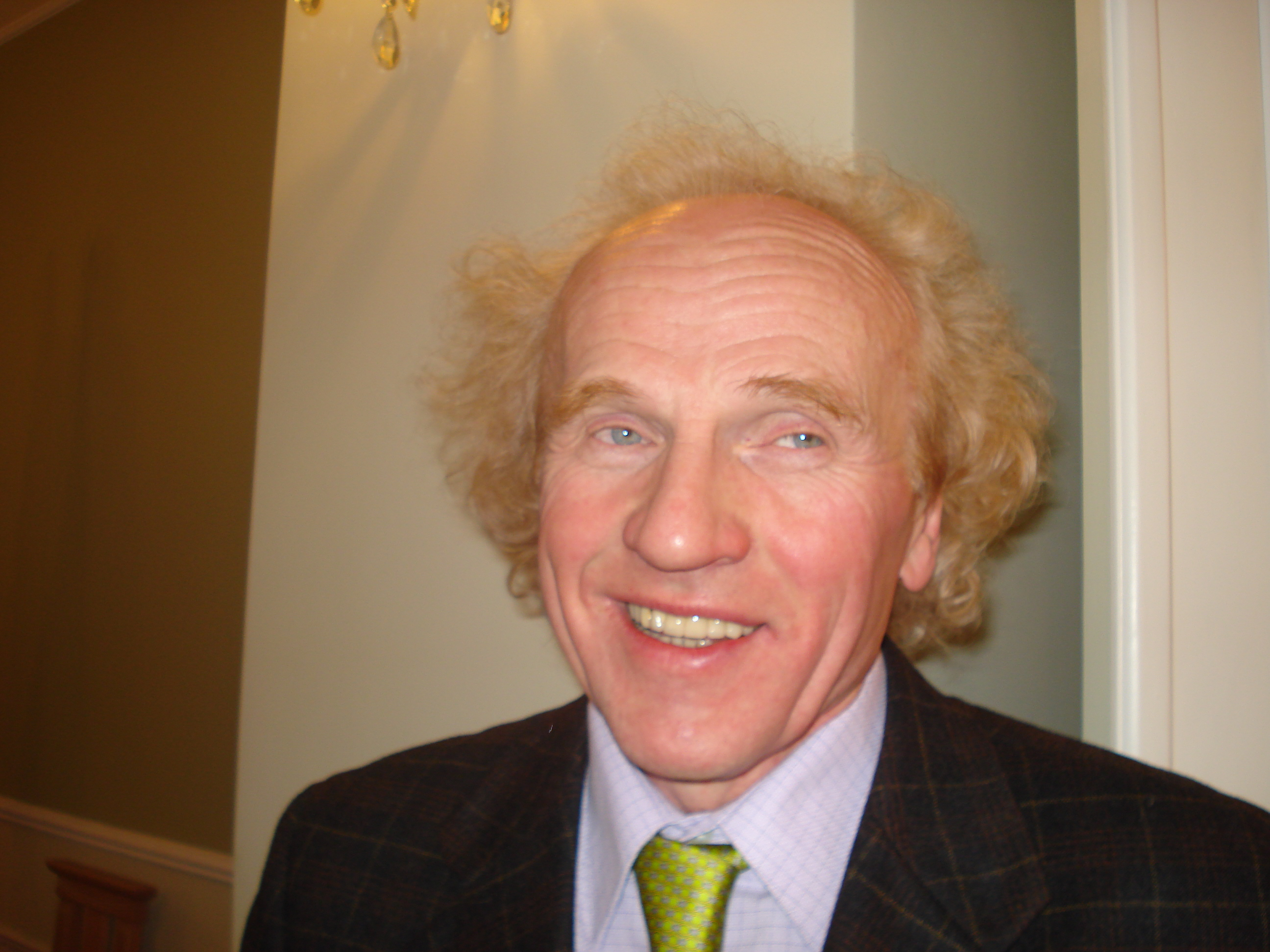
Wladimir Tarassow

Wladimir Petrowitsch Tarassow, auch Vladimir Tarasov (russisch Владимир Петрович Тарасов; * 29. Juni 1947 in Archangelsk) ist ein russischer Schlagzeuger des Avantgarde Jazz, Komponist sowie Bildender Künstler. Er zählte als Mitglied des ersten Ganelin Trio zu den markantesten Vertretern der russischen und litauischen Jazzszene der 1970er und 1980er Jahre.

## Leben und Wirken
Tarassow wurde in der nordrussischen Hafenstadt Archangelsk geboren und arbeitete als Musiker in verschiedenen russischen Städten, bevor er nach Vilnius kam, wo er mit dem Pianisten Wjatscheslaw Ganelin erstmals in der Mitte der sechziger Jahre zusammentraf und in einem Orchester arbeitete. Nach vorübergehenden Aufenthalten zog er 1971 endgültig in die litauische Hauptstadt, um die Zusammenarbeit mit Ganelin zu intensivieren; nach 1971 mündete sie durch den Eintritt des Saxophonisten Wladimir Tschekassin in der Gründung des Ganelin Trios, das – mit der Gruppe Archangelsk von Wladimir Resizkis und Sergei Kurjochins Band Pop Mechanics – zu den aufsehenerregendsten Avantgarde-Jazz-Formationen der späten Sowjet-Ära zählen sollte. Die Zusammenarbeit im Ganelin Trio, die bis 1987 andauern sollte, als Ganelin nach Israel emigrierte, ist auf zahlreichen Alben des Londoner Labels Leo Records dokumentiert. Mit Ganelin nahm er 1982 auch ein Duo-Album ("Pous a2") auf; 1984 entstand das Soloalbum ""Atto". Im Frühjahr 1986 unternahm der Schlagzeuger gemeinsam mit Hannes Zerbe und Bernd Konrad eine Tournee durch die DDR.
Wladimir Tarassow spielte zunächst lange Jahre im Staatlichen Sinfonieorchester der Republik Litauen als Schlagzeuger; das war sein Brotberuf. Im Ganelin Trio spielten sie etwa drei bis vier Mal im Monat. Als Mitglied einer sowjetischen Delegation besuchte er Ghana und spielte mit dortigen Musikern. Er wirkte auch bei Aufnahmen von Alfred Harth, Andrew Cyrille, Keshavan Maslak sowie Wolfgang Muthspiels Album mit osteuropäischen Musikern ("Indirect View of Beauty", 1992) mit. Im Trio mit Lauren Newton und Patrick Scheyder spielte er das Livealbum Artesian Spirits - live in Borjomi ein. 1994 arbeitete er mit der chinesischen Thundering Dragon Percussion Group („Chinese Project“). Gemeinsam mit Wladimir Volkow begleitete er die Sängerin Sainkho Namtchylak (Aura, 1999). 2005 arbeitete er gemeinsam mit Anthony Braxton und György Szabados (Triotone); ebenso mit Larry Ochs und Mark Dresser im Trio Jones Jones (A Jones in Time Saves Nine, 2018). 
Tarassow komponierte auch Musik für Orchester sowie Film- und Theatermusiken, wie für das Staatstheater Stuttgart 1995, das Majestic Theater in der Brooklyn Academy of Music, New York 1995; das Josef Nadj Centre Choreographique National Orleans, Orleans 1998 und 2004 sowie für das Theatre Vidy-Lausanne, Meierhold Zentrum in Moskau 2003. Bert Noglik zufolge strahlt er auf der Bühne „eher etwas von der Überlegenheit eines Philosophen aus“.
Seit 1991 arbeitet Tarassow auch als Bildender Künstler im Bereich visual arts und wirkte dabei mit Künstlern wie Ilya Kabakov, Sarah Flohr und anderen zusammen. In Einzel- und Gruppenausstellungen waren seine Arbeiten u. a. in der Kunsthalle Düsseldorf 1991; der Biennale in Venedig 1993; dem Museum of Contemporary Art, Chicago 1993; dem Centre Georges Pompidou, Paris 1995 sowie in der Tretjakow-Galerie in Moskau und dem Eremitage-Museum in St. Petersburg 2004 zu sehen.

## Veröffentlichung
- mit Jewgenija N. Petrowna (Hrsg.): Sound Games of 300-years of St. Petersburg. Palace Editions, Bad Breisig 2003, ISBN 3-935298-43-9.

## Ausgewählte diskographische Hinweise
- Chinese Project (rec 1994, ed. Sonore 2000)
- Ganelin Trio: Catalogue: Live in East Germany (Leo1979 - LR 102)
- Ganelin Trio: Ancora da Capo (Leo 1980 - LR 108)
- Alexey Kruglov & Vladimir Tarasov – In Tempo (SoLyd Records, 2010)
- Alexey Kruglov, Vladimir Tarasov – Dialogos (SoLyd Records, 2010)
- Vladimir Tarasov & Krugly Band Orchestra: Sound Tapestries (2020)